# Monastyr Trójcy Świętej w Międzyrzeczu

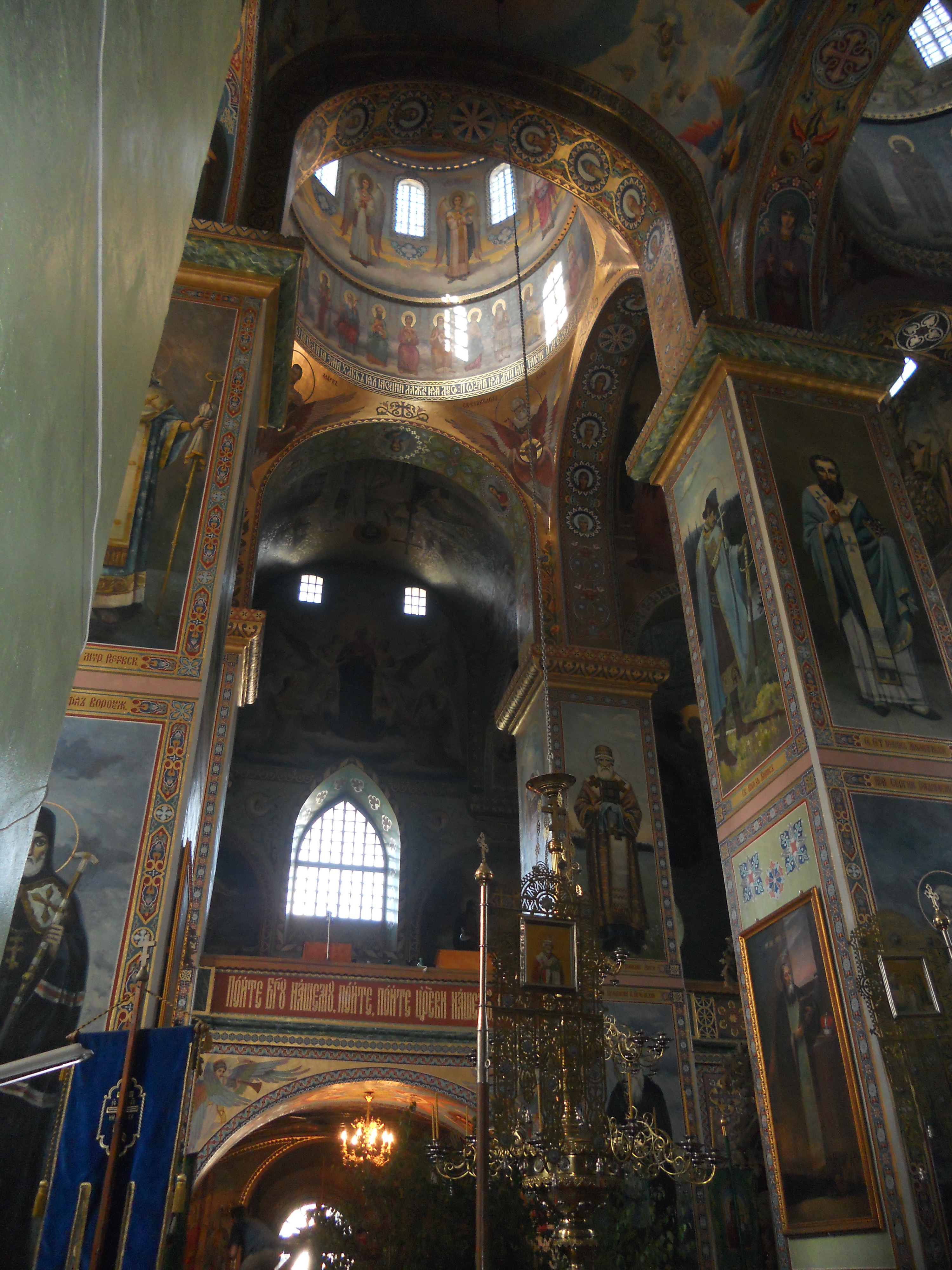
Wnętrze cerkwi monasterskiej

Monastyr Trójcy Świętej  (ukr. Троїцький монастир) – prawosławny klasztor w Międzyrzeczu na Ukrainie, zajmujący obiekty dawnego klasztoru franciszkańskiego. 

## Historia
Według prawosławnej tradycji około 1240 na terenie dzisiejszego Międzyrzecza powstała wspólnota monastyczna założona przez mnichów z Monasteru Kijowsko-Pieczerskiego. W 1460 Iwan Ostrogski ufundował w miejscowości drewnianą cerkiew Trójcy Świętej, która szybko uległa zniszczeniu wskutek pożaru. Na jej miejscu w XVI w. z fundacji Konstantego Ostrogskiego wzniesiono obronną świątynię zbliżoną w swojej formie do cerkwi ufundowanej przez niego w Ostrogu. Na XVI w. wzmiankowane jest dalsze funkcjonowanie w Międzyrzeczu prawosławnego klasztoru. W 1612 wnuk Konstantego Ostrogskiego Janusz, pierwszy w rodzie Ostrogskich konwertyta z prawosławia na katolicyzm, odebrał obiekt prawosławnym i polecił urządzić w nim kościół katolicki, którym mieli zaopiekować się franciszkanie; dla nich też ufundował klasztor. Obiekt pozostawał w rękach zakonu do 1866, gdy władze rosyjskie dokonały kasaty klasztoru, a dawną cerkiew przywróciły do jej pierwotnych funkcji, organizując prawosławną parafię. Jedno ze skrzydeł klasztoru zamieniono na plebanię. Obiekt został zdewastowany w czasie I wojny światowej, gdy kwaterowały w nim wojska niemieckie. 
Cerkiew w Międzyrzeczu pozostawała czynna w II Rzeczypospolitej oraz po przyłączeniu Wołynia do ZSRR, będąc siedzibą parafii. Po 1991 kompleks dawnego klasztoru franciszkanów razem ze świątynią został przekazany Ukraińskiemu Kościołowi Prawosławnego Patriarchatu Moskiewskiego, który urządził w nim męski monaster.

Archiwalne widoki klasztoru
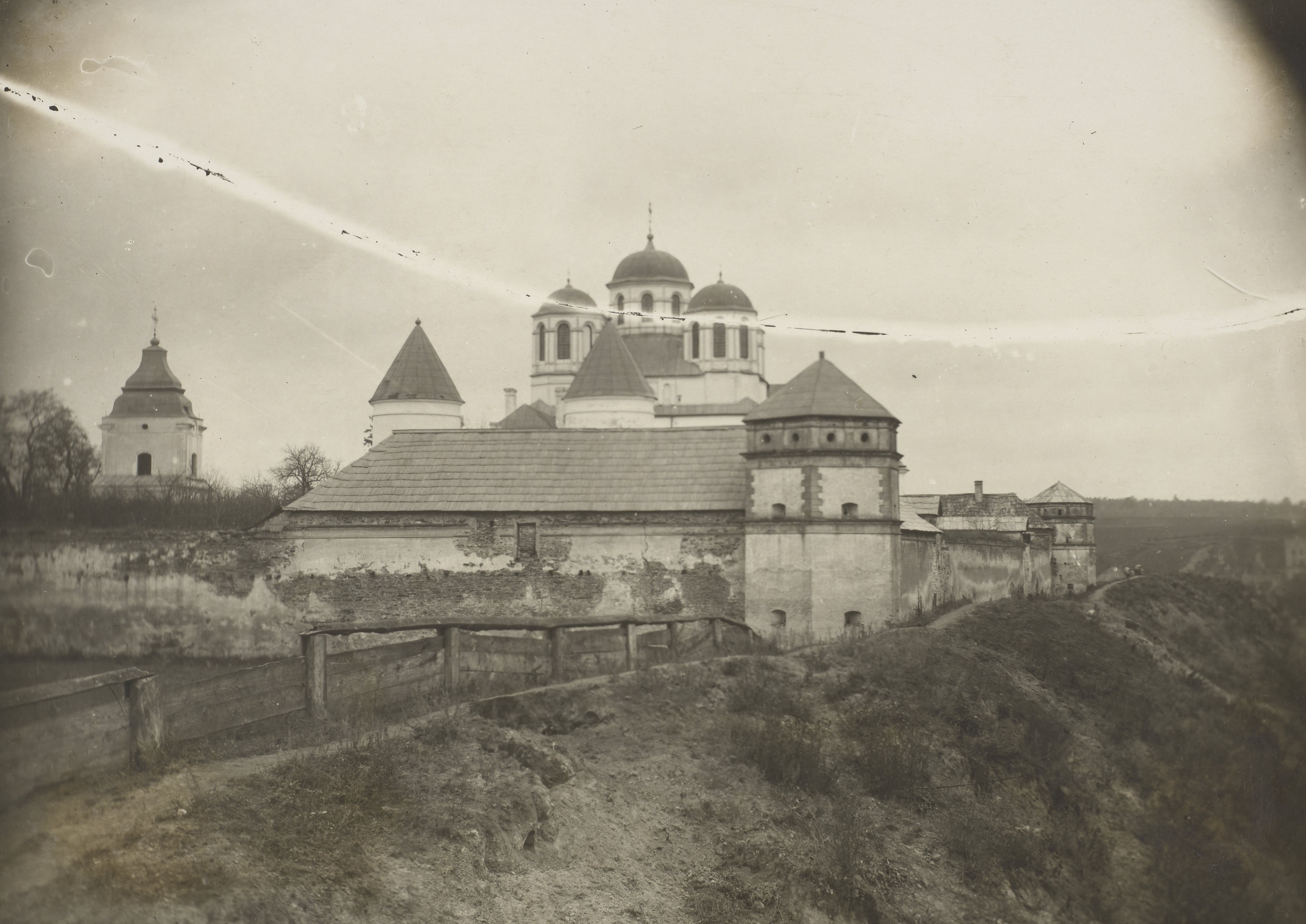
Klasztor w 1900
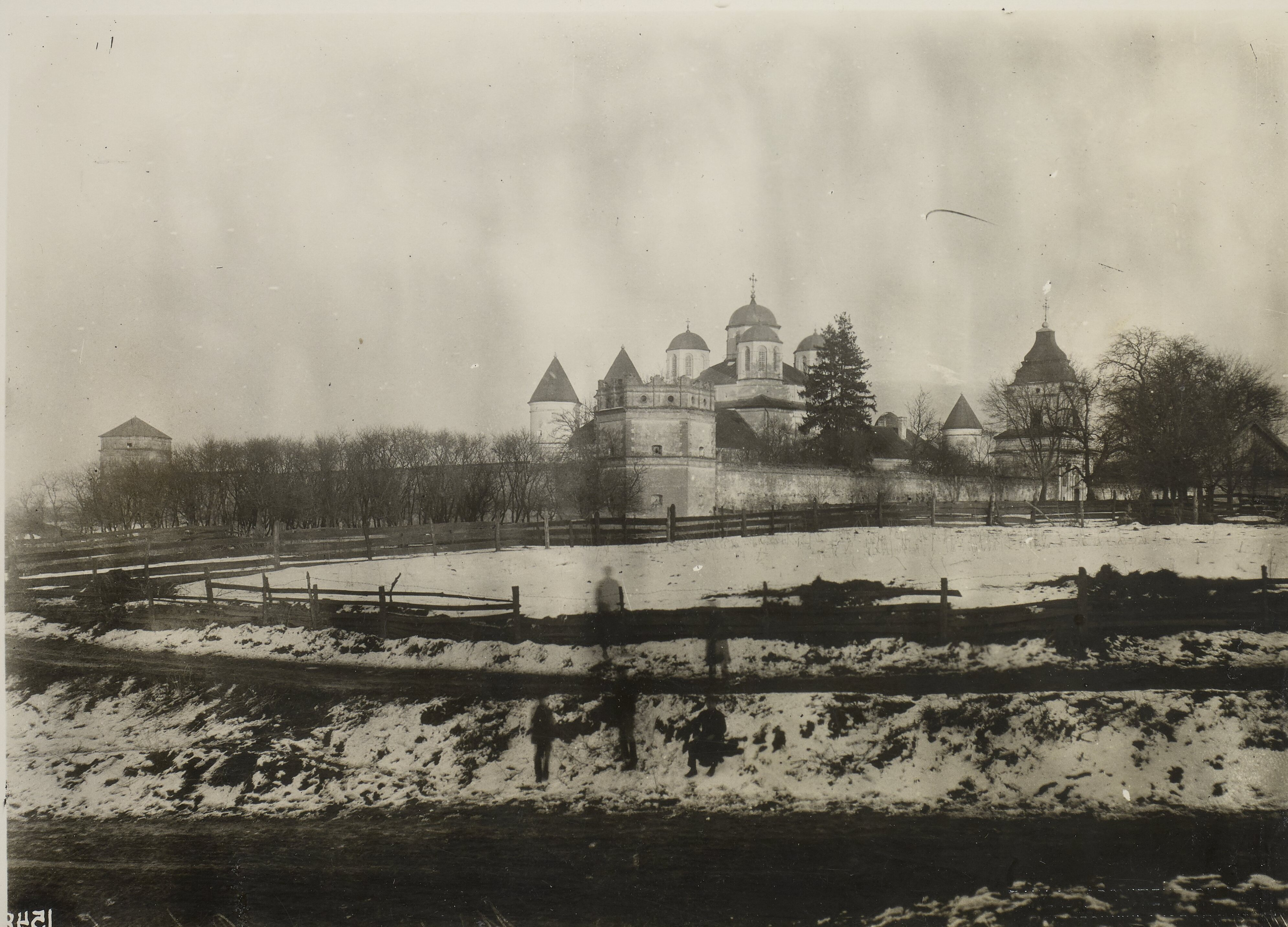
Widok ogólny w 1921
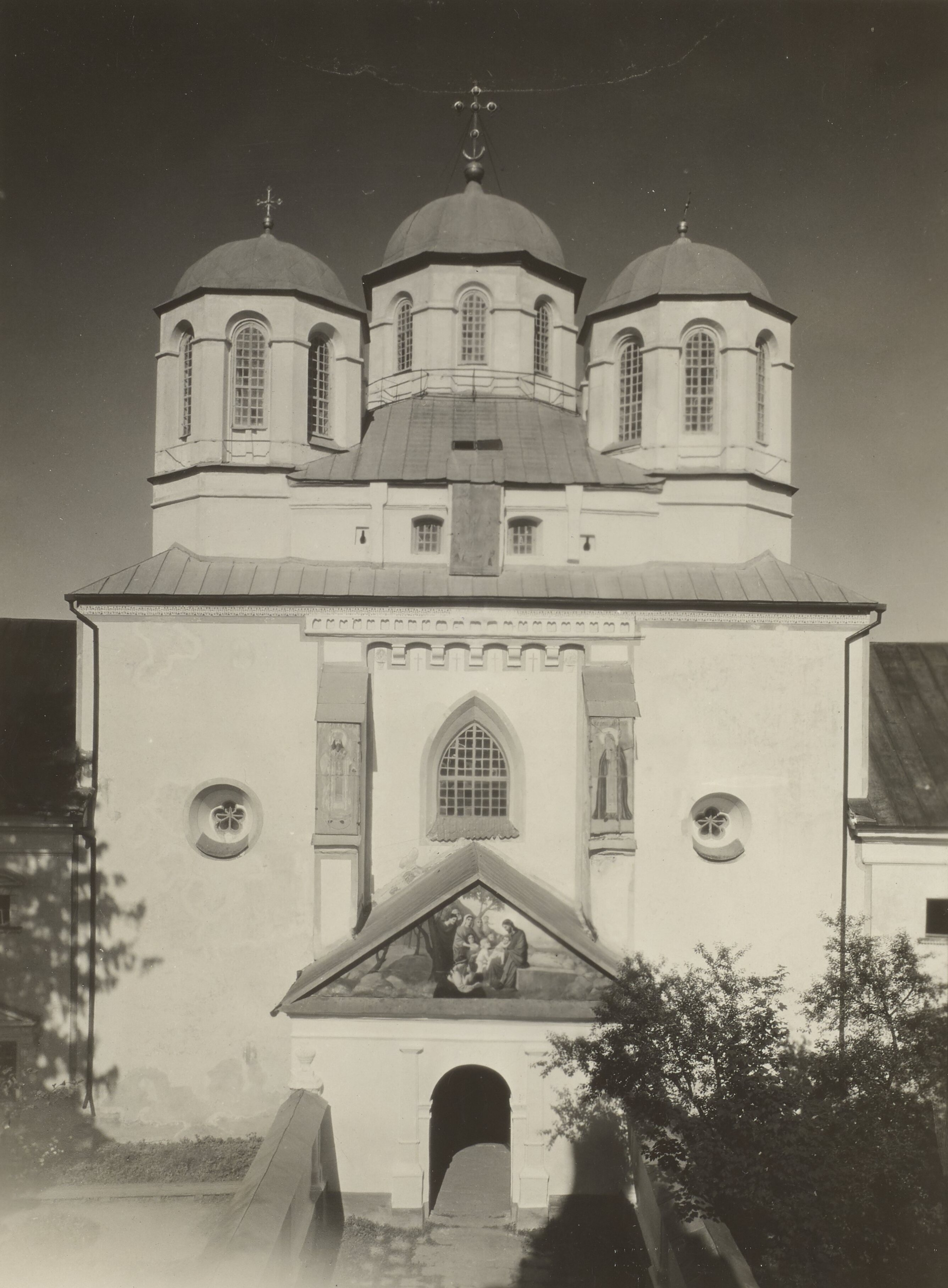
Fasada cerkwi, po 1921
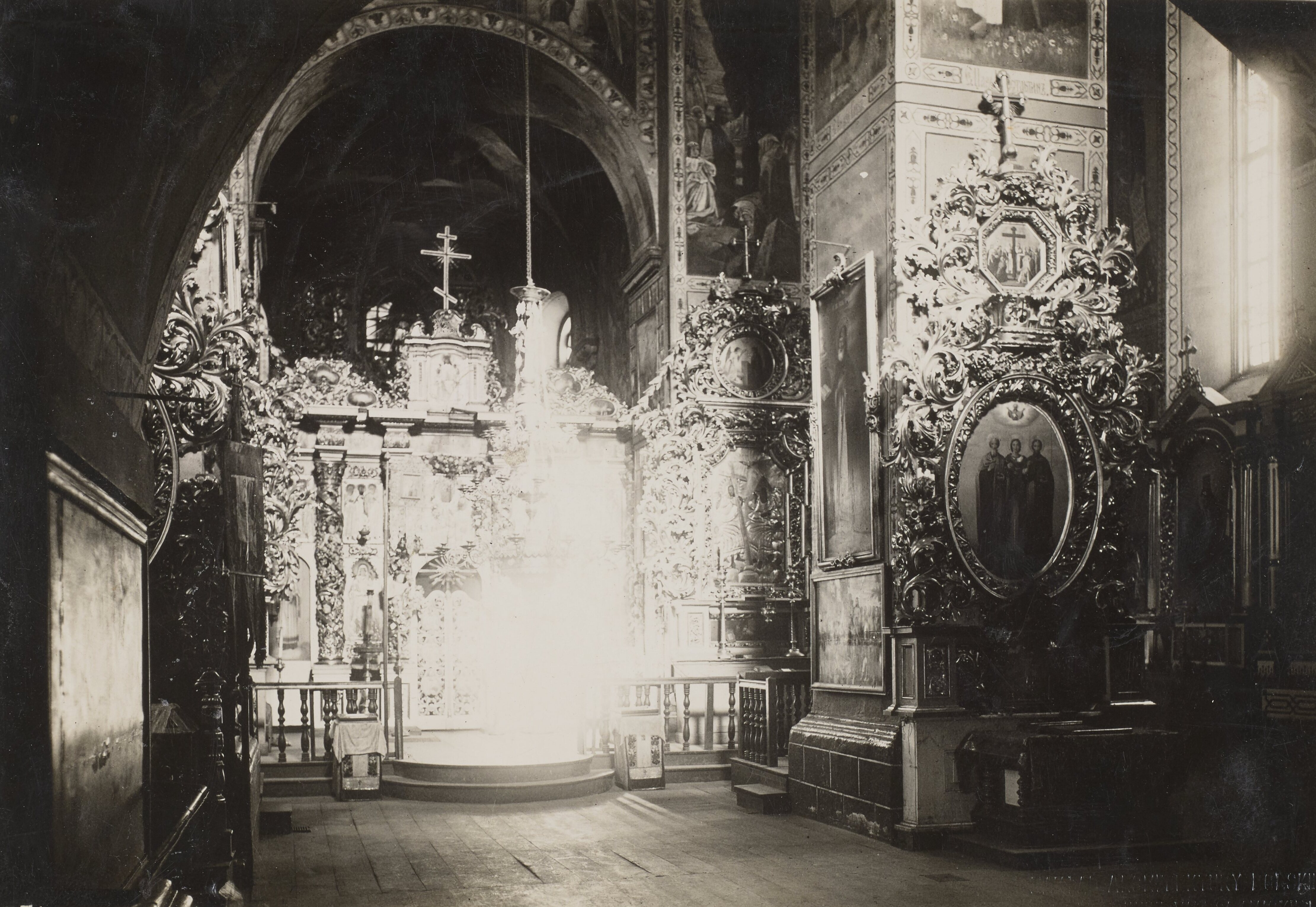
Wnętrze cerkwi, 1926
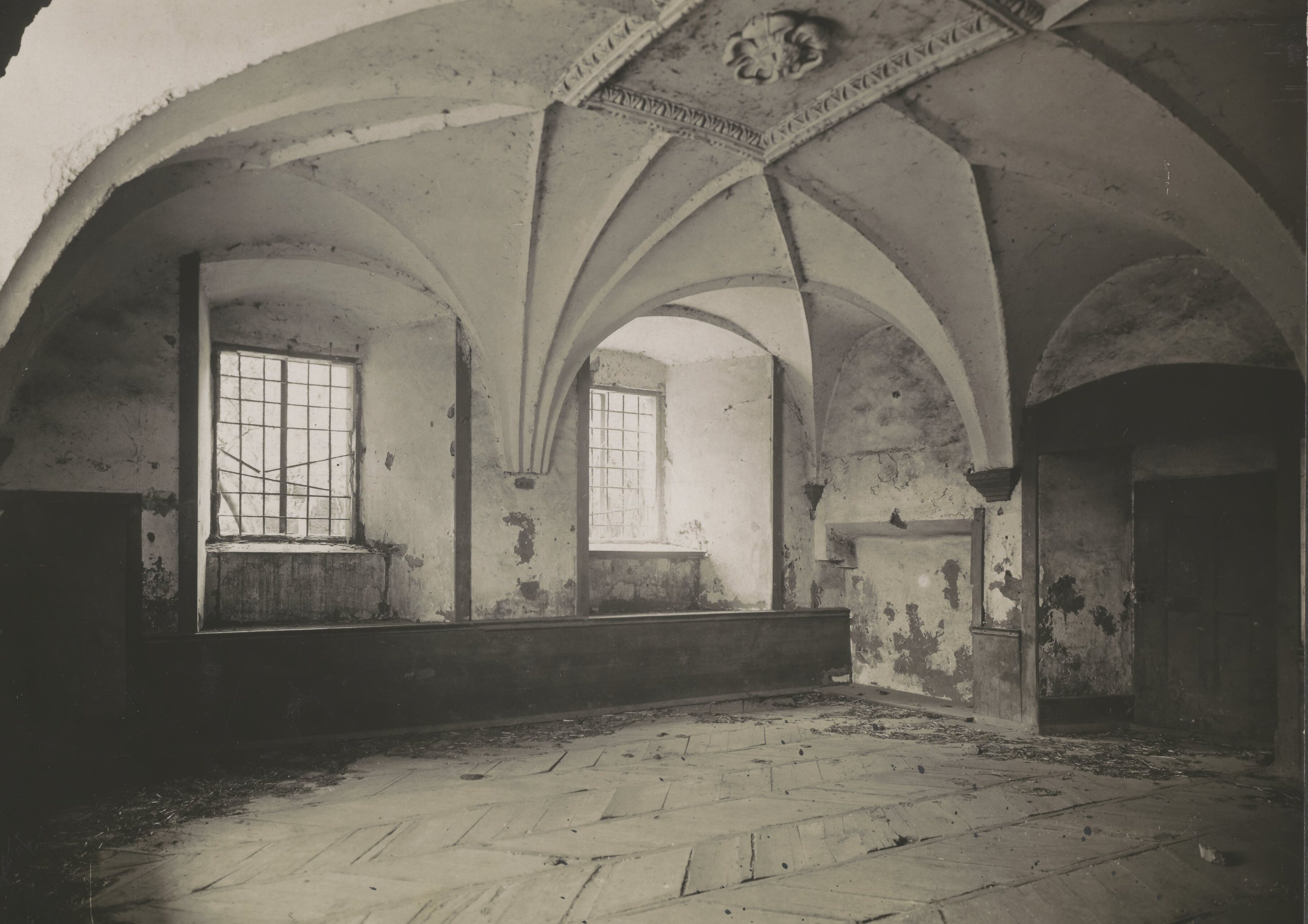
Wnętrze klasztoru, około 1935
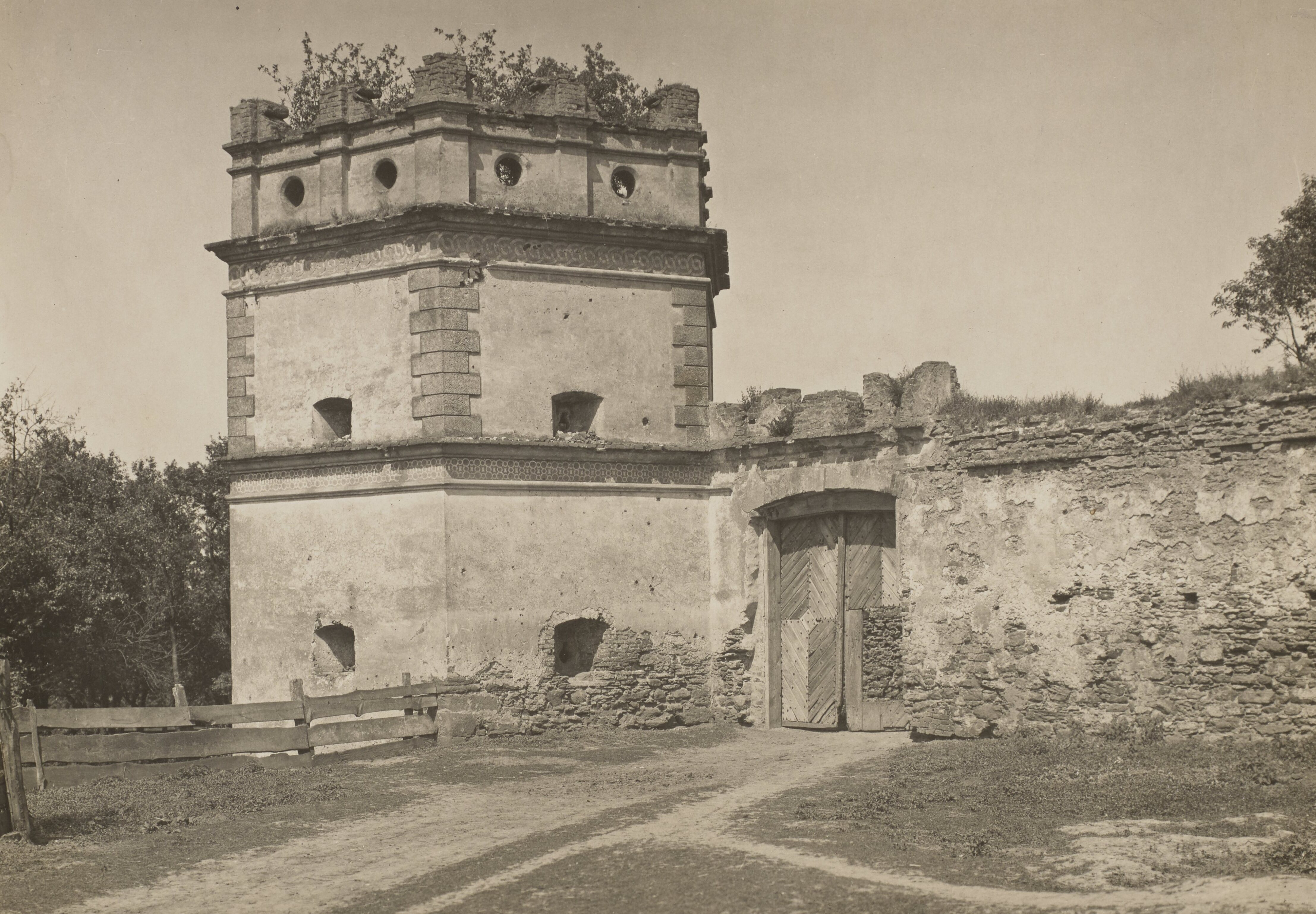
Baszta murów obronnych, przed 1935

## Architektura
Kompleks monasteru mieści się w obrębie murów obronnych zamku w Międzyrzeczu. Centralnym punktem jego zabudowań jest szesnastowieczna cerkiew Trójcy Świętej, wzniesiona na planie prostokąta, trójnawowa, z trzema absydami. Obiekt posiada pięć wieżyczek zwieńczonych niskimi kopułami. Jego styl stanowi połączenie elementów bizantyńskich i gotyckich (zachowały się  m.in. ostrołukowe okna z maswerkami). 
We wnętrzu cerkwi przetrwały ołtarze boczne wstawione przez franciszkanów, jednak wstawiono do nich nowsze ikony. Na krzyżowych sklepieniach i ścianach znajdują się sztukaterie barokowe oraz dziewiętnastowieczny zespół fresków autorstwa Jermakowa, stanowiący naśladownictwo dekoracji malarskiej soboru św. Włodzimierza w Kijowie. Do świątyni monasterskiej z obydwu stron przylegają budynki klasztorne z lat 1606–1610, w stylu renesansowym, ujęte w narożach cylindrycznymi basztami. Przebudowana wieża nad bramą prowadzącą na teren klasztoru pełni funkcję dzwonnicy.
Całość otoczono murem ze strzelnicami i narożnymi wieżami.

## Ikona Matki Bożej
Szczególnym kultem w monasterze otaczana jest Ikona Matki Bożej „Dająca Życie”, powstała najprawdopodobniej w XIV w. Pierwotnie należała ona do Ostrogskich, którzy zabierali ją ze sobą na wyprawy wojenne. Wizerunek ten był czczony również przez franciszkanów, zaś w 1779 został koronowany na mocy decyzji papieża Benedykta XIV.